# خاتشا
خاتشا هي بلدة في مقاطعة غيجدفان في ولاية بخارى في أوزبكستان.